# Monastero di Vasco
Monastero di Vasco (Monesté in dialetto monregalese, Monasté 'd Vasch in piemontese) è un comune italiano di 1 257 abitanti della provincia di Cuneo in Piemonte.
Capoluogo e sede municipale è la frazione di Roapiana, alla quale si aggiungono Bertolini Sottani e Soprani, Vasco, Comini di Vasco, Gandolfi, Malborgo, Marenchi, Pagliani, Pianborgo, San Lorenzo, Roggeri,Dane, Turchi, Niere, Morere, Gallizzi, Baracca.

## Storia
Le prime notizie certe sono datate agli ultimi anni prima del 1000, quando venne fondata la "cellula Sancti Benedicti". Convento che divenne sede di priorato nel 1180, da qui il nome di Monastero.
Fece parte del Districtus di Mondovì fino al 1699, anno della separazione, al termine delle due Guerre del Sale. Guerre che videro questo centro parte attiva, con Montaldo, Monastero subì le maggiori distruzioni e la deportazione di gran parte della popolazione nel vercellese.

### Simboli
Lo stemma e il gonfalone del comune di Monastero di Vasco sono stati concessi con decreto del presidente della Repubblica del 5 febbraio 1988.
Nello stemma è raffigurato, su sfondo d'argento, un monastero di rosso, fondato sulla campagna di verde.
Il gonfalone è un drappo partito di bianco e di verde.

## Monumenti e luoghi d'interesse
- Pochissimi resti dell'antico monastero, le due porte, quella carraia e quella pedonale.
- Cappella di San Lorenzo, sull'omonima collina verso Mondovì.
- Chiesa parrocchiale di San Pietro e Paolo del settecento, nel capoluogo di Roapiana.
- Chiesa parrocchiale dell'Immacolata Concezione e di San Giovanni Battista in Vasco.

## Società

### Evoluzione demografica
Abitanti censiti

## Cultura

### Prodotti tipici
Monastero è conosciuto per la produzione della "Bala d'Asu", insaccato da consumare cotto.
Altro prodotto conosciuto, minerario, è il marmo di Moncervetto.

## Amministrazione
Di seguito è presentata una tabella relativa alle amministrazioni che si sono succedute in questo comune.
| Periodo         | Periodo         | Primo cittadino             | Partito                                | Carica      | Note  |
| --------------- | --------------- | --------------------------- | -------------------------------------- | ----------- | ----- |
| 4 luglio 1985   | 19 maggio 1990  | Sergio Improta              | lista civica                           | Sindaco     | [ 6 ] |
| 19 maggio 1990  | 21 gennaio 1994 | Sergio Improta              | lista civica                           | Sindaco     | [ 6 ] |
| 21 gennaio 1994 | 13 giugno 1994  | Tancredi Bruno Di Clarafond |                                        | Comm. pref. | [ 6 ] |
| 13 giugno 1994  | 25 maggio 1998  | Emilio Appiano              | Partito Popolare Italiano              | Sindaco     | [ 6 ] |
| 25 maggio 1998  | 28 maggio 2002  | Emilio Appiano              | Partito Popolare Italiano              | Sindaco     | [ 6 ] |
| 28 maggio 2002  | 29 maggio 2007  | Michele Turco               | -                                      | Sindaco     | [ 6 ] |
| 29 maggio 2007  | 7 maggio 2012   | Giuseppe Zarcone            | lista civica                           | Sindaco     | [ 6 ] |
| 7 maggio 2012   | 11 giugno 2017  | Giuseppe Zarcone            | lista civica: per non tornare indietro | Sindaco     | [ 6 ] |
| 11 giugno 2017  | in carica       | Giuseppe Zarcone            | lista civica: Monastero siamo noi      | Sindaco     | [ 6 ] |

### Altre informazioni amministrative
Il comune faceva parte della Unione Montana Valli Monregalesi.